# Miguel Tendillo
Miguel Tendillo Belenguer (Moncada, 1961. február 1. –) spanyol válogatott labdarúgó.

## Pályafutása

### Klubcsapatban
Moncadában született, Valenciában. Pályafutását is ott kezdte a helyi csapatban a valenciában. 18 éves volt, amikor az első csapatban bemutatkozhatott és első szezonjában. Az 1979–80-as szezonban 29 bajnoki mérkőzésen szerepelt és kezdőként lépett pályára az Arsenal elleni KEK-döntőben. A Valencia színeiben három kupát nyert: 1979-ben spanyol kupát, 1980-ban pedig a kupagyőztesek Európa-kupáját és az UEFA-szuperkupát. 1986-ban a Real Murcia csapatához szerződött, ahol egy évig játszott, majd a Real Madrid igazolta le. Öt évig játszott a fővárosi együttesben, ezalatt három bajnoki címet szerzett. 1992-ben távozott és a Real Burgos játékosa lett. Egy évvel később, 32 évesen vonult vissza az aktív játéktól.

### A válogatottban
1980 és 1988 között 27 alkalommal szerepelt a spanyol válogatottban és 1 gólt szerzett. Egy Koppenhágában rendezett Dánia elleni barátságos mérkőzésen mutatkozott be 1980. május 21-én, ami 2–2-es döntetlennel zárult. Részt vett az 1980-as Európa-bajnokságon és az 1982-es világbajnokságon. 

#### Gólja a válogatottban
| #  | Dátum             | Helyszín           | Ellenfél | Eredmény | Végeredmény | Sorozat    |
| -- | ----------------- | ------------------ | -------- | -------- | ----------- | ---------- |
| 1. | 1982. április 28. | Mestalla, Valencia | Svájc    | 1–0      | 2–0         | Barátságos |

## Sikerei, díjai
Valencia CF
- Spanyol kupa (1): 1978–79
- Kupagyőztesek Európa-kupája (1): 1979–80
- UEFA-szuperkupa (1): 1980

Real Madrid
- Spanyol bajnok (3): 1987–88, 1988–89, 1989–90
- Spanyol kupa (1): 1988–89
- Spanyol szuperkupa (3): 1988, 1989, 1990

## Külső hivatkozások
- Miguel Tendillo adatlapja a National-Football-Teams.com oldalon (angolul)

- Miguel Tendillo (angol nyelven). FootballDatabase.eu
- Miguel Tendillo (angol nyelven). eu-football.info
- Miguel Tendillo (angol, katalán, spanyol nyelven). BDFutbol.com
- Miguel Tendillo adatlapja a worldfootball.net oldalon (angolul)